# Национални парк Проклетије
Национални парк Проклетије је у поступку заштите, на делу територије Републике Србије, на Косову и Метохији.
Планински масив Проклетија по геолошком, геоморфолошком, флористичком, фаунистичком погледу, представља најзначајнији и најинтересантнији масив за Косово и шире. У Проклетијама, по студијама се налази преко 1.500 биљних врста, на бази досадашњих истраживања фауна се састоји од: осам врста риба, тринаест врста водоземаца, десет врта гмизаваца, 148 врста птица, 36 врста сисара, 129 врста лептирова реда Лепидоптера, итд.
Иницијатива да се Проклетије прогласе за национални парк је почела 1970. године.